# Thomas Neill
Thomas Neill (9 juni 2002) is een Australische zwemmer. Hij vertegenwoordigde zijn vaderland op de Olympische Zomerspelen 2020 in Tokio.

## Carrière
Bij zijn internationale debuut, op de Olympische Zomerspelen van 2020 in Tokio, werd Neill uitgeschakeld in de halve finales van de 200 meter vrije slag en in de series van de 1500 meter vrije slag. Op de 4×200 meter vrije slag veroverde hij samen met Alexander Graham, Kyle Chalmers en Zac Incerti de bronzen medaille.

## Internationale toernooien
| Jaar | Olympische Spelen                                             | WK langebaan | WK kortebaan   | PanPacs | Gemenebestspelen |
| ---- | ------------------------------------------------------------- | ------------ | -------------- | ------- | ---------------- |
| 2021 | 9e 200m vrije slag · 16e 1500m vrije slag · 4×200m vrije slag |              | 13-18 december |         |                  |

## Persoonlijke records
Bijgewerkt tot en met 13 juni 2021
Kortebaan
| Afstand         | Tijd    | Datum             | Plaats   |
| --------------- | ------- | ----------------- | -------- |
| 200m vrije slag | 1.44,52 | 26 september 2020 | Brisbane |
| 400m vrije slag | 3.38,00 | 27 september 2020 | Brisbane |
| 800m vrije slag | 7.36,10 | 27 september 2020 | Brisbane |

Langebaan
| Afstand          | Tijd     | Datum            | Plaats    |
| ---------------- | -------- | ---------------- | --------- |
| 200m vrije slag  | 01.45,70 | 13 juni 2021     | Adelaide  |
| 400m vrije slag  | 03.44,51 | 12 juni 2021     | Adelaide  |
| 800m vrije slag  | 07.48,65 | 22 augustus 2019 | Boedapest |
| 1500m vrije slag | 14.59,19 | 25 augustus 2019 | Boedapest |